# Piet Heijn Schoute
Piet Heijn Schoute (Wormerveer, 26 april 1942 – Wassenaar, 5 juli 2015) was een Nederlands politicus van de VVD.
Hij heeft politicologie gestudeerd aan de Rijksuniversiteit Leiden en is werkzaam geweest in de geestelijke gezondheidszorg maar was daarnaast ook actief in de lokale politiek. Zo kwam Schoute in 1974 in de gemeenteraad van Leiden en werd daar vier jaar later wethouder. In maart 1985 werd Schoute benoemd tot burgemeester van Wassenaar. Begin 2000 volgde zijn benoeming tot dijkgraaf van het Hoogheemraadschap van Delfland wat hij zou blijven tot hij in april 2007 met pensioen ging waarbij Michiel van Haersma Buma hem opvolgde.
In 2008 werd het gemaal Scheveningen vernoemd naar Schoute. In 2017 werd er een straat in Wassenaar naar hem vernoemd, het Burgemeester Schoutepark.
Hij overleed midden 2015 op 73-jarige leeftijd.